# 1978 en Iran
Chronologie de l'Iran
- 1974
- 1975
- 1976
- 1977
- 1978
- 1979
- 1980
- 1981
- 1982

Cette page présente les faits marquants de l'année 1978 en Iran.

## Culture

### Sortie de film
Sauf indication contraire, les informations mentionnées dans cette section peuvent être confirmées par les bases de données cinématographiques IMDb et SourehCinema (fa),  présentes dans la section « Liens externes ».
- Caravane, film américano-iranien réalisé par James Fargo.
- Le Cycle, réalisé par Dariush Mehrjui.
- Solution, écrit et réalisé par Abbas Kiarostami.
- Une longue nuit, réalisé par Parviz Sayyad.
- Le Vent des amoureux, documentaire franco-iranien réalisé par Albert Lamorisse.

## Naissances
- 21 mars : Alireza Faghani, arbitre de football.
- 12 mai : Hossein Reza Zadeh, haltérophile.
- 27 juillet : Rouhollah Zam, journaliste.
- 8 novembre : Ali Karimi, footballeur.

## Décès
- 14 avril : Asadollah Alam, homme politique.